# Vuelta Ciclista a León
La Vuelta Ciclista a León è una corsa a tappe maschile di ciclismo su strada che si disputa ogni anno nella provincia di León, in Spagna. Dal 2005 al 2013 ha fatto parte del calendario dell'UCI Europe Tour, come prova di classe 2.2, mentre dal 2014 è gara del calendario nazionale.

## Storia
Creata nel 2001, per le prime edizioni rimase una corsa riservata alla categoria dilettanti. Solo dal 2005, fino al 2013, è stata elevata a livello UCI classe 2.2 (categorie Elite/Under-23) e inclusa nel calendario dell'UCI Europe Tour. Dal 2014 è nuovamente riservata alla categoria dilettanti.

## Albo d'oro
Aggiornato all'edizione 2019.
| Anno | Vincitore             | Secondo                  | Terzo                    |           |
| ---- | --------------------- | ------------------------ | ------------------------ | --------- |
| 2001 | Egoi Martínez         | Lander Euba              | Pavel Kavetski           |           |
| 2002 | Francisco Palacios    | Héctor Guerra            | Aitor Pérez              |           |
| 2003 | Javier Ramírez        | Jaume Rovira             | Joaquín Ribeiro          |           |
| 2004 | Víctor García         | Ángel Vallejo            | Victor Gómez             |           |
| 2005 | Enrique Salgueiro     | Diego Gallego            | Juan José Abril          |           |
| 2006 | José Antonio Carrasco | Alberto Martos           | José Canovas             |           |
| 2007 | Miyataka Shimizu      | Yukiya Arashiro          | Vitor Manuel Gomes       |           |
| 2008 | Wout Poels            | Fabio Terrenzio          | David Belda              |           |
| 2009 | David Belda           | Freddy Montaña           | Luca Zanasca             |           |
| 2010 | Ángel Vallejo         | Enrique Salgueiro        | Junya Sano               |           |
| 2011 | Marc Goos             | Jonathan Tiernan-Locke   | Enzo Josué Moyano        |           |
| 2012 | José Belda            | Angel Vallejo            | Sergej Belykh            |           |
| 2013 | Jordi Simón           | Merhawi Kudus            | Ever Rivera              |           |
| 2014 | Aritz Bagües          | Juan Ignacio Pérez       | Adrià Moreno             |           |
| 2015 | Cristián Rodríguez    | Jorge Arcas              | Sergio Rodríguez         |           |
| 2016 | Wolfgang Burmann      | Antonio Soto             | Óscar González del Campo |           |
| 2017 | Willie Smit           | Juan Antonio López-Cózar | Roberto Méndez           |           |
| 2018 | Óscar González Brea   | Anatolij Budjak          | Nicolás Sáenz            |           |
| 2019 | Alessandro Fancellu   | Sergio Araiz             | Ådne Holter              |           |
| 2020 | annullato             | annullato                | annullato                | annullato |